# Petr Bialek
Petr Bialek [petr bjalek] (* 13. srpna 1968 Ostrava) je bývalý český fotbalový záložník. Žije v Trojanovicích.

## Hráčská kariéra
V nejvyšší soutěži ČR nastoupil v 16 utkáních za Karvinou, aniž by skóroval. Ve druhé lize hrál za Karvinou a VP Frýdek Místek v 59 zápasech a zaznamenal 3 góly. V MSFL dal 2 góly za Vratimov. Byl v prvoligovém kádru Vítkovic v sezoně 1987/88, v československé lize však nenastoupil.

### Ligová bilance
| Ročník           | Zápasy | Góly | Minuty | Klub                |
| ---------------- | ------ | ---- | ------ | ------------------- |
| II. liga 1995/96 | 27     | 2    | –      | FC Karviná          |
| I. liga 1996/97  | 16     | 0    | 847    | FC Karviná          |
| II. liga 1997/98 | 17     | 1    | –      | FC Karviná          |
| MSFL 1998/99     | –      | 2    | –      | TJ Biocel Vratimov  |
| II. liga 1999/00 | 15     | 0    | –      | FK VP Frýdek-Místek |
| CELKEM I. LIGA   | 16     | 0    | 847    |                     |
| CELKEM II. LIGA  | 59     | 3    | –      |                     |